# Sandman Midnight Theatre
Sandman Midnight Theatre è una romanzo a fumetti pubblicato nel 1995 negli Stati Uniti d'America dall'etichetta Vertigo della DC Comics e incentrata sui personaggi Sandman, Sogno e Wesley Dodds. Venne scritto dall'autore di Sandman Mystery Theatre Matt Wagner e dall'autore di The Sandman Neil Gaiman e disegnato da Teddy Kristiansen ed è un crossover fra il protagonista della serie The Sandman e la serie noir del 1930.
Ha ricevuto il premio come albo preferito dai fan (Favorite Original Graphic Novel/Album) del Comic's Buyer Guide nel 1996.

## Storia editoriale
Il volume venne pubblicato nel settembre 1995. Il numero seguente della serie regolare di The Sandman era il 72, in cui Dodds è apparso senza costume alla fine di alcuni eventi di questa storia. Cronologicamente quanto narrato nel n. 72 avvenne molto tempo dopo quanto narrato in Sandman Midnight Theatre che si svolge durante l'imprigionamento di Sogno. Relativamente a Sandman Mystery Theatre, Sandman Midnight Theatre si svolge tra le trame "The Python" e "The Mist" (tra i numeri 36 e 37).
Dopo gli eventi di "The Python", Diana lasciò New York per Londra. Dodds utilizzò un caso di omicidio come una scusa per seguirla e la trovò a lavorare nella mensa per poveri di una chiesa. Mentre Belmont evitava Dodds deliberatamente, entrambi finirono, per ragioni diverse, ad una festa tenuta da Roderick Burgess, l'uomo che imprigionò Sogno nella sua cantina.
Il fumetto fu poi ristampato nell'antologia del 1999 Neil Gaiman's Midnight Days.